# Garfield County (Washington)
Garfield County je okres ve státě Washington ve Spojených státech amerických. K roku 2010 zde žilo 2 266 obyvatel. Správním městem okresu je Pomeroy. Celková rozloha okresu činí 1 860 km².